# Kontakte (Apple)
Kontakte, vor OS X Mountain Lion Adressbuch, ist ein Programm von Apple zur Verwaltung von Telefonnummern, E-Mail-Adressen und anderen Kontaktdaten. Es ist Bestandteil der Betriebssysteme iOS, iPadOS, macOS und watchOS.

## Eigenschaften
Das Programm war fester Bestandteil des Betriebssystems NeXTStep und ist deshalb auch in dem teilweise daraus entstandenen Mac OS X vorinstalliert, und ab OS X El Capitan durch den Systemintegritätsschutz geschützt und kann ohne diesen zu deaktivierten nicht deinstalliert werden.
Neben einer Integration in weitere Apple-Produkte (z. B. Serienbriefe in Pages und natürlich E-Mail-Adressen in Mail) ist auch eine Synchronisation mit verschiedenen Servern wie Microsoft Exchange und Google Kontakte möglich, mit iCloud können die Kontakte auch mit anderen Geräten von Apple synchronisiert werden. Durch die Unterstützung des vCard-Systems können auch gängige Mobiltelefone und PDAs mit Kontakte-Dateien beliefert werden. Importiert werden auch LDIF- und CSV-Dateien. Um mit anderen Programmen zu kommunizieren, verwendet die App eine C-API sowie Objective-C-API und unterstützt AppleScript. 
Einträge können in Gruppen zusammengefasst werden, manuell oder mittels Spotlight-Unterstützung auch in „intelligente“ Gruppen. Telefonnummern werden bei Eingabe automatisch formatiert. Duplikate werden automatisch erkannt. Druckvorlagen für Adressaufkleber, Briefumschläge, Versandlisten oder Taschen-Adressbücher könne automatisch generiert werden. 

## Integration mit anderen Programmen
Durch die tiefe Verankerung im System werden auch anderen Programmen Zugriff auf die Daten gewährt: So können von Mail verwendete Empfängeradressen gespeichert werden, URLs in Adressbuch-Karten erscheinen in Safari „Adressbuch“-Lesezeichen und Kontakte in Messages (Nachrichten) können Adressbuch-Karten zugeordnet werden. Außerdem können gespeicherte Geburtstage im Kalender gezeigt werden. Adressen lassen sich auch in Karten anzeigen, und man kann in der App noch Personen suchen. 